# Stefan George

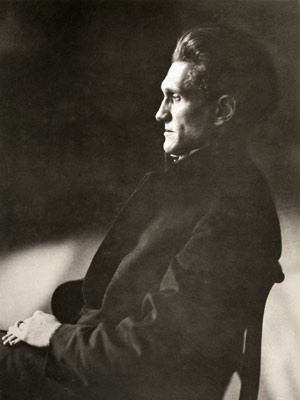
Stefan George (1868-1933)

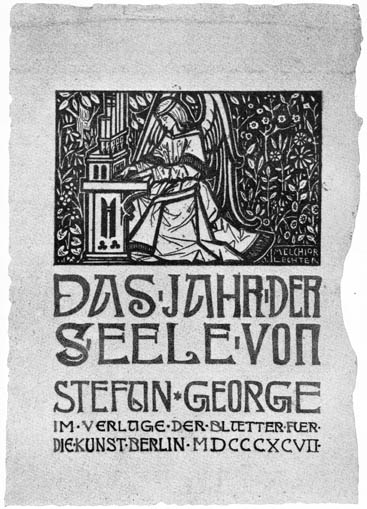
Titelblad till Stefan Georges diktsamling Das Jahr der Seele (1897)

Stefan Anton George [ˈʃtɛfan ˈantoːn ɡeˈɔʁɡə], född 12 juli 1868 i Büdesheim i Rhenhessen i Tyskland, död 4 december 1933 i Minusio i Schweiz, var en tysk poet. 

## Biografi
George var från 1882 till 1888 elev på Ludwig-Georg-Gymnasiums i Darmstadt, och reste 1888 till London och Schweiz. 1889 uppehöll han sig i Italien, Spanien, Berlin och Paris, där han bland annat träffade poeterna Albert Saint-Paul, Stéphane Mallarmé och Paul Verlaine. George studerade 1889-1891 filologi och konsthistoria i Paris, Berlin och München. År 1892 började han ge ut den blott för vänner och invigda (kallade George-Kreis) tillgängliga tidskriften Blätter für die Kunst; för den stora publiken har det sedan föranstaltats två urval, 1899 och 1904. I denna tidskrift offentliggjorde George flertalet av sina dikter och sökte jämte sina kamrater (Hugo von Hofmannsthal med flera) att skapa en ny lyrik. Som program för denna gäller tidskriftens: "Vi vilja ingen uppfinning av historier, utan återgivande av stämningar, ingen betraktelse, utan framställning, ingen underhållning, utan intryck." Karakteristisk är den energiska koncentrationen som inskränker dikten till själva huvudmomentet och isolerar detta från alla exoteriska element. George har genomfört denna lyriska förtätning i framställningen så till det yttersta, att hans stil ofta är svårtillgänglig och gåtfull, varför hans fiender förklarat honom för "halft om halft en poetisk charlatan". George har emellertid vunnit en individuell, välljudsfull och symboliskt suggestiv uttrycksform, som även spelat en viktig roll såsom opposition mot allehanda schablon och slentrian. Hans tidiga konst är en intensiv skönhetskult, fientlig mot både naturalismen och den prerafaelitiska idealismen, och är vanligen klädd i historiska kostymer av drömsk, målerisk stämning.
Efter sekelskiftet ändrades Georges fokus något, och hans Nietzsche-inspirerade verk Der siebente Ring (1907) pekade bort från den renodlade "L'art pour l'art"-inställning han tidigare haft, och han började mer och mer engagera sig i samhällsfrågor. Han började se poetens roll som ungdomens och nationens uppfostrare. George byggde allt mer upp en ny förhärligad mytisk värld där poeten blir profet på en jord präglad av förfall. Detta märks i Der Stern des Bundes (1914) och än mer i den pessimistiska och profetiska Das neue Reich (1928), där det blir tydligt att poetens funktion hos George är att fungera som en tidskritisk profet.
George gjorde även skickliga översättningar av Charles Baudelaires dikter, William Shakespeares sonetter samt Dantes gudomliga komedi till tyska.
Georges antidemokratiska och konservativt elitistiska idéer och förhärligande av den "estetiske ledaren" hade vissa paralleller med den då groende fascismen i Tyskland, men till skillnad från många av sina lärjungar som charmades av nazismen så tog han avstånd från det mesta i nationalsocialistiskt idégods. George flyttade av den anledningen till Schweiz 1933. 
Stefan George har antagits vara homosexuell; berömt är hans fascination för Maximilian Kronberger och Hugo von Hofmannsthal. Dock finns det inga belägg för en fysisk homosexualitet (en kyss av Maximilian Kronberger är dock omskriven). George odlade dock en homosensuell gemenskap i Georg-Kreis, där poeterna parades ihop i platonisk anda.
En av Georges senare lärjungar, Claus Schenk von Stauffenberg, kom att spela en stor roll i det mest kända attentatet mot Adolf Hitler, det så kallade 20 juli-attentatet 1944. Stauffenberg läste gärna Georges dikter för sina underlydande soldater, och han läste bland annat Georges dikt "Antikrist" från en altan framför det brinnande och krigshärjade Berlin.

## Bibliografi

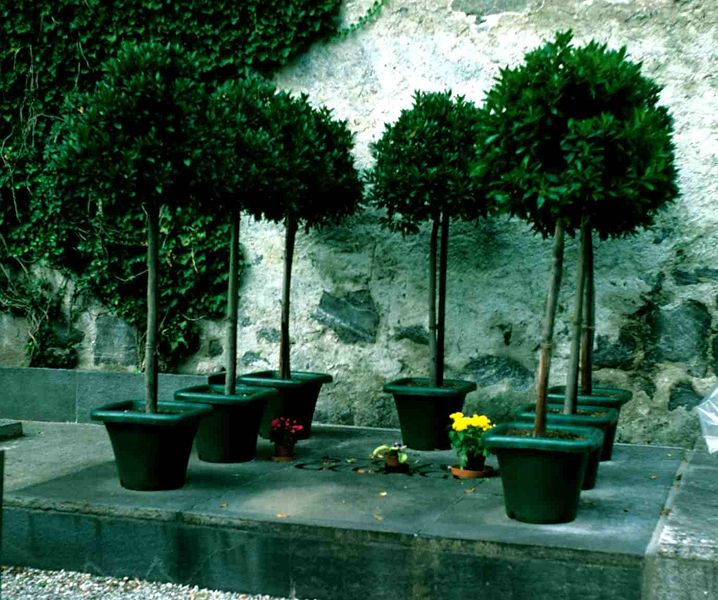
Stefan Georges grav